# Tabanus howdeni
Tabanus howdeni är en tvåvingeart som först beskrevs av Philip 1978.  Tabanus howdeni ingår i släktet Tabanus och familjen bromsar. Inga underarter finns listade i Catalogue of Life.